# 3. Stoßarmee
Die 3. Stoßarmee (russisch 3-я ударная армия 3-ja udarnaja armija) war eine von fünf während des Zweiten Weltkrieges aufgestellten Stoßarmeen der Roten Armee. Sie ging Ende Dezember 1941 aus der Umbenennung der 60. Armee hervor und kämpfte anfangs kurzzeitig im Bestand der Nordwestfront in der Toropez-Cholmer Operation und bei Demjansk, dann der Kalininer Front bei den Operationen um Welikije Luki. Im Oktober 1943 kam sie zur neugebildeten 2. Baltischen Front, mit der sie an der Newel-Offensive teilnahm. Sie kam ferner in der Baltischen Operation im Sommer 1944 zum Einsatz. Zum Jahreswechsel 1944/45 wurde sie zur 1. Weißrussischen Front überstellt, mit der sie 1945 an der Weichsel-Oder-Operation, der Schlacht um Ostpommern und schließlich der End-Schlacht um Berlin teilnahm.
Der Großverband war ab 1945 Teil der bis 1954 Gruppe der Sowjetischen Streitkräfte in Deutschland. Er wurde mehrmals umstrukturiert und 1954 umbenannt in 3. Armee (russisch 3-я общевойсковая армия / 3-ja obschewoiskowaja armija; literal: 3. allgemeine Truppen-Armee) umbenannt.

## Geschichte
Der Großverband trug seit seiner Aufstellung folgende Bezeichnungen:
- 60. Armee 1941 (15. November 1941, erste Formierung)
- 3. Stoßarmee 1941 bis 1954 (25. Dezember 1941, nach Umgliederung aus der 60. A entstanden)
  - erneute Aufstellung einer 60. Armee 1942 bis 1945 (7. Juli 1942, auf Basis der 3. Reservearmee; Auflösung August 1945)
- 3. Armee 1954 bis 1991 (6. Januar 1954, Umbenennung)

### 1941
Die 3. Stoßarmee entstand am 25. Dezember 1941, gleichzeitig mit der 2. und 4. Stoßarmee, und ging aus der Umbenennung der 60. Armee (1. Formation) hervor, die zuvor im November 1941 im Militärbezirk Wolga gebildet worden war und Teil der Moskauer Verteidigungszone während der Schlacht um Moskau war. Am 27. Dezember wurde die Armee der Nordwestfront zugeteilt, wo eine größere Offensive als Teil der Winter-Gegenoffensive der Roten Armee geplant war. Im Rahmen der Toropez-Cholmer Operation sollten zwei Stoßarmeen, die 3. und 4., die Nahtstelle zwischen der deutschen Heeresgruppe Nord und der Heeresgruppe Mitte angreifen und die schwachen deutschen Verbände westlich des Seligersees zerschlagen mit dem Ziel, anschließend nach Südwesten einzuschwenken und in Verbindung mit der Kalininer Front und der Westfront die feindliche Kräftegruppierung im Raum Rschew–Wjasma einzukesseln und zu vernichten. Der 3. Stoßarmee fielen dabei die Ziele Cholm und Welikije Luki zu, während die 4. Stoßarmee auf Toropez und Welisch vorgehen sollte. Endziel der überaus ambitionierten Operation war die Rückeroberung von Smolensk und die Besetzung der strategisch wichtigen Landbrücke zwischen Dnepr und Düna bei Witebsk und Orscha.

### 1942
Am 9. Januar 1942 begann die Offensive der 3. Stoßarmee zwischen Dolmaticha und Selischarowo, unterstellt waren die 23., 33., 257. und 391. Schützendivision, dazu kamen 4 Ski-Bataillone. Der gemeinsame Aufmarsch mit der 4. Stoßarmee (249., 332., 334., 358. und 360. Schützendivision) wurde durch den Seligersee verdeckt und ihr Angriff überraschte die Deutschen völlig. Dennoch gelang es diesen, ernsthaften Widerstand zu leisten und den sowjetischen Vormarsch zu verlangsamen. Adolf Hitler entwickelte hier sein „Wellenbrecher“-Konzept, nach dem isolierte deutsche Einheiten bis zuletzt ihre Positionen halten sollten, um eine Rückenbedrohung für die durchgebrochenen feindlichen Streitkräfte zu erhalten. Orte wie Demjansk, Cholm und Bely wurden zu solchen „Wellenbrechern“, an denen relativ kleine eingeschlossene Verbände über längere Zeit einen erfolgreichen Widerstand leisten konnten. Die 3. Stoßarmee, unterstützt von Teilen der 34. Armee, konnte am ersten Tag nur wenige Kilometer vorrücken, während die südlicher angreifende 4. Stoßarmee bis zu 15 Kilometer tief hinter die feindlichen Linien vordrang. Während im Norden die 34. Armee und 1. Stoßarmee den Kessel von Demjansk schlossen, bewegte sich die 3. Stoßarmee wie vorgesehen auf Cholm zu und erreichte die Stadt am 20. Januar. Die Schlacht um Cholm gegen die eingeschlossenen deutschen Verbände dauerte indes bis zum Juni 1942, ohne dass die Sowjets die Stadt je vollständig einnehmen konnten. Die 3. Stoßarmee war gezwungen, stärkere Kräfte zur Belagerung der Kessel von Demjansk und Cholm zurückzulassen und wurde so von ihren eigentlichen Zielen abgelenkt. Um die Tendenz zu auseinanderlaufenden Vorstoßrichtungen zu korrigieren, unterstellte die Stawka am 22. Januar die beiden Stoßarmeen der Kalininer Front.

### 1943
Die 3. Stoßarmee hatte dennoch weiterhin das Ziel, Cholm einzunehmen, und ihre Front wuchs auf über 200 Kilometer Länge an. Am 30. Januar erreichte ihr linker Flügel Welikije Luki, anschließend erlahmte der Vormarsch und wurde Anfang Februar komplett eingestellt.
Entgegen den deutschen Hoffnungen konnte der große sowjetische Frontvorsprung von Toropez das ganze Jahr 1942 über nicht beseitigt werden, im Gegenteil war man gezwungen, Anfang 1943 den Flaschenhals von Demjansk und auch den Frontbogen von Rschew zu räumen. Der 3. Stoßarmee war es schon im Januar 1943 gelungen, nach längerer Belagerung Welikije Luki einzunehmen (→ Schlacht von Welikije Luki). Der weitere Jahresverlauf 1943 blieb weitgehend statisch, erst im Herbst 1943 unternahmen die 3. - und 4. Stoßarmee einen erneuten Versuch, in die Nahtstelle zwischen den Heeresgruppen Nord und Mitte einzubrechen. Im Zuge der Newel-Offensive gelang ihnen in der ersten Oktoberhälfte ein tiefer Einbruch zwischen der 16. Armee und der 3. Panzerarmee im Raum Newel. Im Zuge der Auflösung der Kalininer Front kam die 3. Stoßarmee am 10. Oktober zur Baltischen Front, wenig später umbenannt in 2. Baltische Front. Bis Januar 1944 konnten die beiden Stoßarmeen ihre Positionen trotz teilweise bedrohlicher deutscher Gegenangriffe ausbauen. Die 3. Stoßarmee stand vor Pustoschka und Nowosokolniki.

### 1944
Armeegliederung im Februar 1944
- 79. Schützenkorps, Generalmajor Fjodor Andrejewitsch Sujew (171. und 21. Schützendivision)
- 90. Schützenkorps, Generalmajor Grigori Iwanowitsch Scherstnew (115., 200. und 245. Schützendivision)
- 93. Schützenkorps, Generalmajor Pawel Prokopjewitsch Wachramejew (326. und 370. Schützendivision)
- 100. Schützenkorps, Generalmajor Semjon Petrowitsch Mikulski, ab 8. Februar Generalmajor Michail Alexandrowitsch Sijasow (21., 46. und 119. Garde-Schützen-Division)
- 28. und 146. Schützendivision

Vom 18. Februar bis 1. März 1944 führte die 2. Baltische Front mit der 3. Stoßarmee die Staraja Russa-Noworschewer Operation in Erweiterung der Erfolge der Leningrad-Nowgoroder Operation durch, in der die Deutschen allerdings den Rückzug auf die Panther-Stellung einem Kampf vorzogen und der 3. Stoßarmee ein größerer Erfolg verwehrt blieb. Im Juli 1944 nahm die Armee im Zuge der Reschiza-Dwinsker Operation der 2. Baltischen Front Sebesch an der Grenze zu Lettland und gegen Ende des Monats Rēzekne ein. Von August bis Oktober 1944 nahm sie an der Baltischen Operation teil, in der Riga zurückerobert und die Heeresgruppe Nord auf einen Brückenkopf in Kurland reduziert wurde. Die 3. Stoßarmee war an den ersten drei der sechs Kurland-Schlachten beteiligt, wurde aber zum Jahreswechsel 1944/45 nach Süden zur 1. Weißrussischen Front verlegt.

### 1945

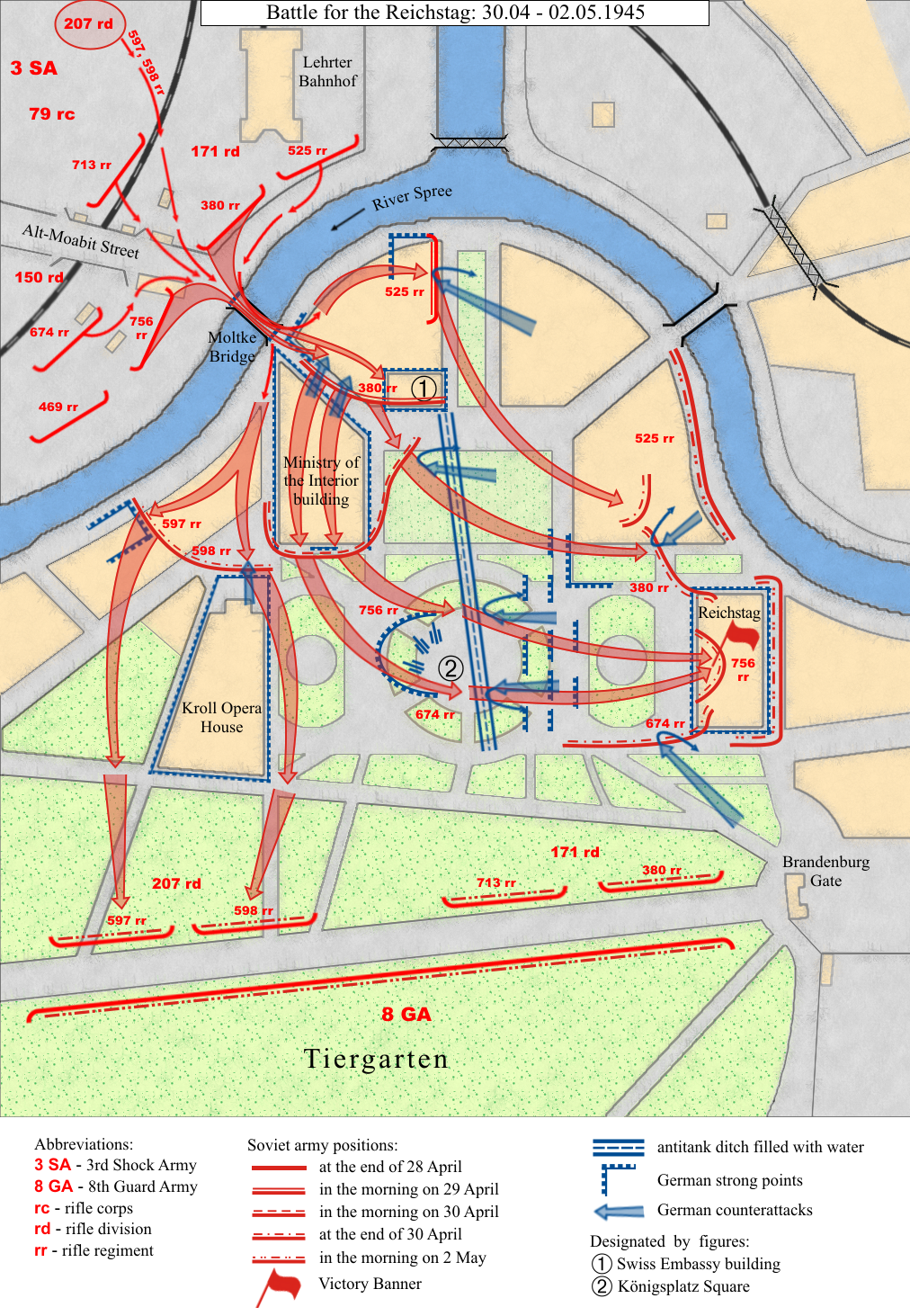
Die 3. Stoßarmee in den Kämpfen um das Berliner Regierungsviertel

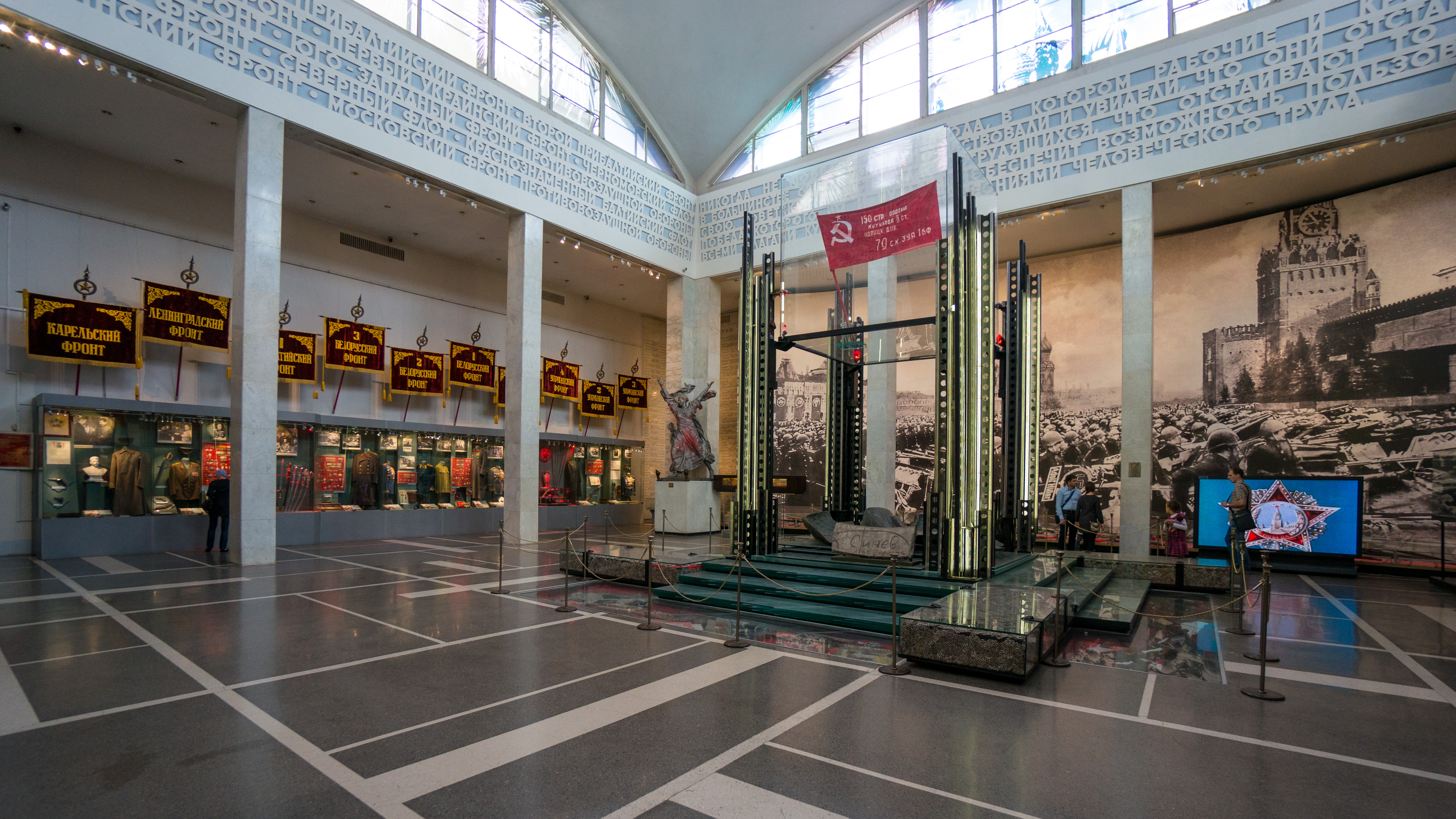
Siegesbanner im Zentralmuseum der russischen Streitkräfte, Moskau

Die Armee nahm im Januar 1945 an der Weichsel-Oder-Operation teil, im Februar und März an der Schlacht um Ostpommern. 
Armeegliederung im April 1945
12. Garde-Schützenkorps – Generalleutnant Alexander Fjodorowitsch Kasankin
- 23. und 52. Garde-Schützen-Division, 33. Schützendivision

79. Schützenkorps – Generalmajor Semjon Nikiforowitsch Perewjortkin
- 150., 171. und 207. Schützendivision

7. Schützenkorps – Generalmajor Wladimir Afanasjewitsch Christow, später General Jakow Timofejewitsch Tscherewitschenko
- 146., 264. und 265. Schützendivision

9. Panzerkorps – Generalleutnant Iwan Fjodorowitsch Kiritschenko
- 23., 95. und 108. Panzerbrigade

Mitte April war die Armee unter Generaloberst W. I. Kusnezow an der Schlacht um die Seelower Höhen beteiligt und anschließend an der entscheidenden Schlacht um Berlin. Dabei drang sie am 23. April nach Pankow vor und war an den letzten Kämpfen um das Regierungsviertel und den Reichstag beteiligt. Einheiten der 150. Schützendivision der Armee hissten am 30. April als Zeichen des Sieges ihre Flagge über dem Reichstag. Die Fahne, die als Banner des Sieges bekannt ist, wird heute im Zentralmuseum der russischen Streitkräfte ausgestellt.

### Nachkriegszeit

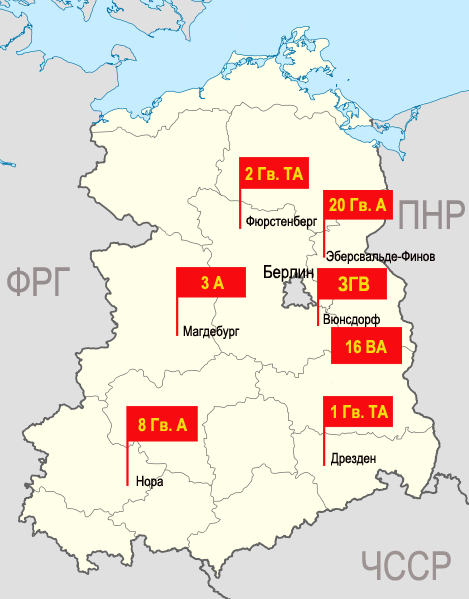
Stationierungsorte der Armeen der Westgruppe der Truppen 1991

Mit der Gründung der Gruppe der Sowjetischen Besatzungstruppen in Deutschland Ende Mai 1945 bezog die 3. Stoßarmee ihr Hauptquartier zunächst in Stendal, Anfang 1946 wechselte sie nach Magdeburg. Der Stab befand sich dort in der ehemaligen Enckekaserne. Die Armee nahm an der Niederschlagung des Volksaufstandes vom 17. Juni 1953 teil. 1954 wurde sie in 3. Armee (russisch 3-я общевойсковая армия / 3-ja obschewoiskowaja armija; literal: 3. allgemeine Truppen-Armee) umbenannt. Diese blieb bis 1991 in Ostdeutschland stationiert. Sie wurde anschließend abgezogen und aufgelöst.
Siehe auch

## Befehlshaber der Armee
- Maxim Alexejewitsch Purkajew – 25. Dezember 1941 bis 26. August 1942
- Kusma Nikitowitsch Galitzki – 25. August 1942 bis 20. November 1943
- Nikandr Jewlampijewitsch Tschibissow – 20. November 1943 bis 5. April 1944
- Wassili Alexandrowitsch Juschkewitsch – 5. April bis 15. August 1944
- Michail Nikanorowitsch Gerassimow – 15. August bis 15. Oktober 1944
- Nikolai Pawlowitsch Simonjak – 15. Oktober 1944 bis 16. März 1945
- Wassili Iwanowitsch Kusnezow – 16. März 1945 bis 10. Mai 1948
- Alexander Alexandrowitsch Lutschinski – 10. Mai 1948 bis 11. April 1949
- Alexander Iwanowitsch Ryschow – 11. April 1949 bis 4. Dezember 1950
- Andrei Matwejewitsch Andrejew – 4. Dezember 1950 bis 6. Januar 1954

weiter siehe 3. Armee